# Vonges
Vonges település Franciaországban, Côte-d’Or megyében. Lakosainak száma 360 fő (2022. január 1.). Vonges Lamarche-sur-Saône és Pontailler-sur-Saône községekkel határos.

## Népesség
A település népessége az elmúlt években az alábbi módon változott:
| Lakosok száma | 612  | 325  | 283  | 334  | 371  | 353  | 342  | 342  | 348  | 360  |
|               | 1968 | 1982 | 1990 | 2006 | 2013 | 2015 | 2017 | 2019 | 2020 | 2022 |